# Madame de Staal-Delaunay
Marguerite-Jeanne Cordier de Launay, baronne de Staal (Parigi, 30 agosto 1684 – Gennevilliers, 15 giugno 1750), è stata una scrittrice e memorialista francese.

## Biografia
Figlia di un pittore francese, tale Cordier, che pare abbandonò moglie e figlia e andò a morire in Inghilterra, ricevette un'eccellente educazione in un convento di Évreux, quindi fu accolta in quello di Saint-Louis, a Rouen, dove era badessa Madame de Grieu. Grazie alla protezione della duchessa de la Ferté si sistemò dal 1710, con qualche resistenza da parte sua, quale cameriera presso Luisa Benedetta di Borbone, moglie del duca di Maine.
Partecipò attivamente alla congiura di Cellamare e nel 1718 fu imprigionata nella Bastiglia, dove amò il cavaliere du Mesnil, compagno di prigionia, e fu amata dal governatore della prigione, il cavaliere di Maison-Rouge. Una volta liberata, due anni dopo, tornò a servizio della duchessa come dama di compagnia e sposò il barone Jean-Jacques de Staal, vecchio ufficiale svizzero, maresciallo di campo di Luigi Augusto di Borbone.
Si fece chiamare Rose Delaunay riprendendo il nome di ragazza di sua madre. Ha lasciato Lettere e Memorie, oltre a poche commedie che furono rappresentate nel castello di Sceaux (Hauts-de-Seine), durante i festeggiamenti che vi tenne la duchessa, per la quale, nonostante il matrimonio, continuò a lavorare. Per questo venne fatta "dama" dell'Ordre de la Mouche à Miel, un cavalierato di 40 persone ideato dalla duchessa per chi si distingueva nei giochi e nei festeggiamenti tenuti nel suo castello a Sceaux.
Risultano andate in scena La Comédie, Le Jeu e L'Engouement (1715) e La Mode (1725; poi rappresentata come Les Ridicules du jour, alla Comédie-Italienne).

## Opere
- Œuvres complettes de madame de Staal contennant ses mémoires et ses comédies, 2 voll., Paris: Barrois, 1738
- Lettres de Mlle Delaunai Mme de Staal au chevalier de Ménil, au marquis de Silly, et à M. de Héricourt, Paris: Colin, 1806
- Mémoires de M.me De Staal Delaunay, de M. le Marquis d'Argenson et de Madame Mère du Règent suivis d'èclaircissements extraits des mèmories du duc de Saint-Simon, Paris: De Firmin Didot, 1846
- Deux années a la Bastille: récit extrait des mémoires de M.me de Staal (M.lle Delaunay), 1718-1720, Paris: Hachette, 1853
- La Bastille sous la régence, Paris: Fayard, 1910
- Une Idylle à la Bastille, Paris: Bibliothèque mondiale, 1958
- Mémoires de Madame de Staal-Delaunay, a cura di Gérard Doscot, Paris: Mercure de France, 1970
- Memorie, a cura di Daria Galateria, Milano: Adelphi ("Biblioteca Adelphi" n. 306), 1995
- Mémoires de jeunesse, a cura di Chantal Thomas, Paris: Mercure de France, 1996
- L'Engouement et La mode: comédies en trois actes, a cura di Jacques Cormier, Paris: l'Harmattan, 2006